# Санне ван Дейк
Санне ван Дейк (нід. Sanne van Dijke, нар. 21 липня 1995) — нідерландська дзюдоїстка, бронзова призерка Олімппійських ігор 2020 року.

## Виступи на Олімпіадах
| Олімпіада  | Дисципліна | Місце |
| ---------- | ---------- | ----- |
| Токіо 2020 | до 70 кг   | 3     |

## Особисте життя
Санне ван Дейк є відкритою лесбійкою та перебуває у стосунках з Наталі Пауелл з 2018 року.